# Álvaro Nahuel Fernández
Álvaro Nahuel Fernández Carbone (Montevideo, 5 giugno 1998) è un calciatore uruguaiano, attaccante del Frontera Rivera.

## Carriera
Ha esordito nella massima serie del campionato uruguaiano con il River Plate, nella stagione 2016.